# Johann George W. Luehmann
Johann George W. Luehmann ( 1843 - 1904 ) fue un botánico alemán, que trabajó extensamente en Australia, realizando identificaciones y clasificaciones de más de 20 nuevas especies, la mayoría de la familia Myrtaceae australianas. Fue Botánico 2º del Gobierno del Estado de Victoria.

## Algunas publicaciones
- 1907. Johann Balthasar Schupp. 55 pp.

- 1894. A short dichotomous key to the hitherto unknown species of Eucalyptus. Ed. W.A. Gullick, Govt. Printer, 14 pp.

## Honores
Fue miembro fundante del "Field Naturalists Club of Victoria"

### Eponimia
- (Casuarinaceae) Allocasuarina luehmannii (R.T.Baker) L.A.S.Johnson[1]

- (Chenopodiaceae) Austrobassia luehmannii (F.Muell.) Ulbr.[2]

- (Myrtaceae) Agonis luehmannii (Bailey) C.T.White & W.D.Francis [3]

- (Poaceae) Stipa luehmannii Reader[4]

- La abreviatura «Luehm.» se emplea para indicar a Johann George W. Luehmann como autoridad en la descripción y clasificación científica de los vegetales.[5]